# Зомброво (Поморське воєводство)
Зомброво (пол. Ząbrowo, нім. Sommerau) — село в Польщі, у гміні Старе Поле Мальборського повіту Поморського воєводства.
Населення — 387 осіб (2011).
У 1975-1998 роках село належало до Ельблонзького воєводства.

## Демографія
Демографічна структура станом на 31 березня 2011 року:
|          | Загалом | Допрацездатний вік | Працездатний вік | Постпрацездатний вік |
| -------- | ------- | ------------------ | ---------------- | -------------------- |
| Чоловіки | 188     | 36                 | 137              | 15                   |
| Жінки    | 199     | 54                 | 110              | 35                   |
| Разом    | 387     | 90                 | 247              | 50                   |